# Oum Lahyad
Oum Lahyad è uno dei sette comuni del dipartimento di Ayoun el-Atrouss, situato nella regione di Hodh-Gharbi in Mauritania. Nel censimento della popolazione del 2000 contava 7.139 abitanti.